# John Clive (Schauspieler)
John Clive (* 6. Januar 1933 in London; † 14. Oktober 2012) war ein britischer Schauspieler und Autor.

## Leben
Clive begann seine Schauspielkarriere Mitte der 1960er Jahre mit Auftritten in verschiedenen Fernsehserien. Er war vor allem in verschiedenen kleinen Nebenrollen zu sehen.
Für den 1968 produzierten Beatles-Film Yellow Submarine lieh er im Original der Figur des John Lennon seine Stimme. Später spielte er in vier Filmen der Carry-On-Filmreihe mit. In den Jahren 1973/1974 übernahm er die Hauptrolle in der Serie Roberts Robots. Seine letzte Filmrolle übernahm Clive 1998.
Seit 1977 war Clive auch als Buchautor aktiv. Zusammen mit J.D. Gilman verfasste er in diesem Jahr KG200, einen Historien-Roman, der das Kampfgeschwader 200 thematisierte, eine Einheit der Luftwaffe im Zweiten Weltkrieg. Das Buch wurde zu einem Bestseller. Es folgten weitere Romane.
Als Regisseur inszenierte er 1989 mit The Yellow Wallpaper seinen einzigen Film.
Clive war zwei Mal verheiratet und Vater zweier Kinder aus erster Ehe. 

## Filmografie (Auswahl)
- 1967: Der Mann mit dem Koffer (Man in a Suitcase) (Fernsehserie, 1 Folge)
- 1967: Simon Templar (The Saint) (Fernsehserie, 1 Folge)
- 1968: Yellow Submarine (Stimme)
- 1969: Charlie staubt Millionen ab (The Italian Job)
- 1971: Uhrwerk Orange (A Clockwork Orange)
- 1972: Ehe der Morgen graut (Straight on Till Morning)
- 1972: Ein total verrückter Urlaub (Carry On Abroad)
- 1974: Mach’ weiter, Dick! (Carry On Dick)
- 1975: Die Füchse (The Sweeney) (Fernsehserie, 1 Folge)
- 1976: Inspektor Clouseau, der „beste“ Mann bei Interpol (The Pink Panther Strikes Again)
- 1978: Inspektor Clouseau – Der irre Flic mit dem heißen Blick (Revenge of the Pink Panther)
- 1993: Casualty (Fernsehserie, 1 Folge)
- 1993: Die Abenteuer des jungen Indiana Jones (The Adventures of Young Indiana Jones) (Fernsehserie, 1 Folge)

## Bibliografie

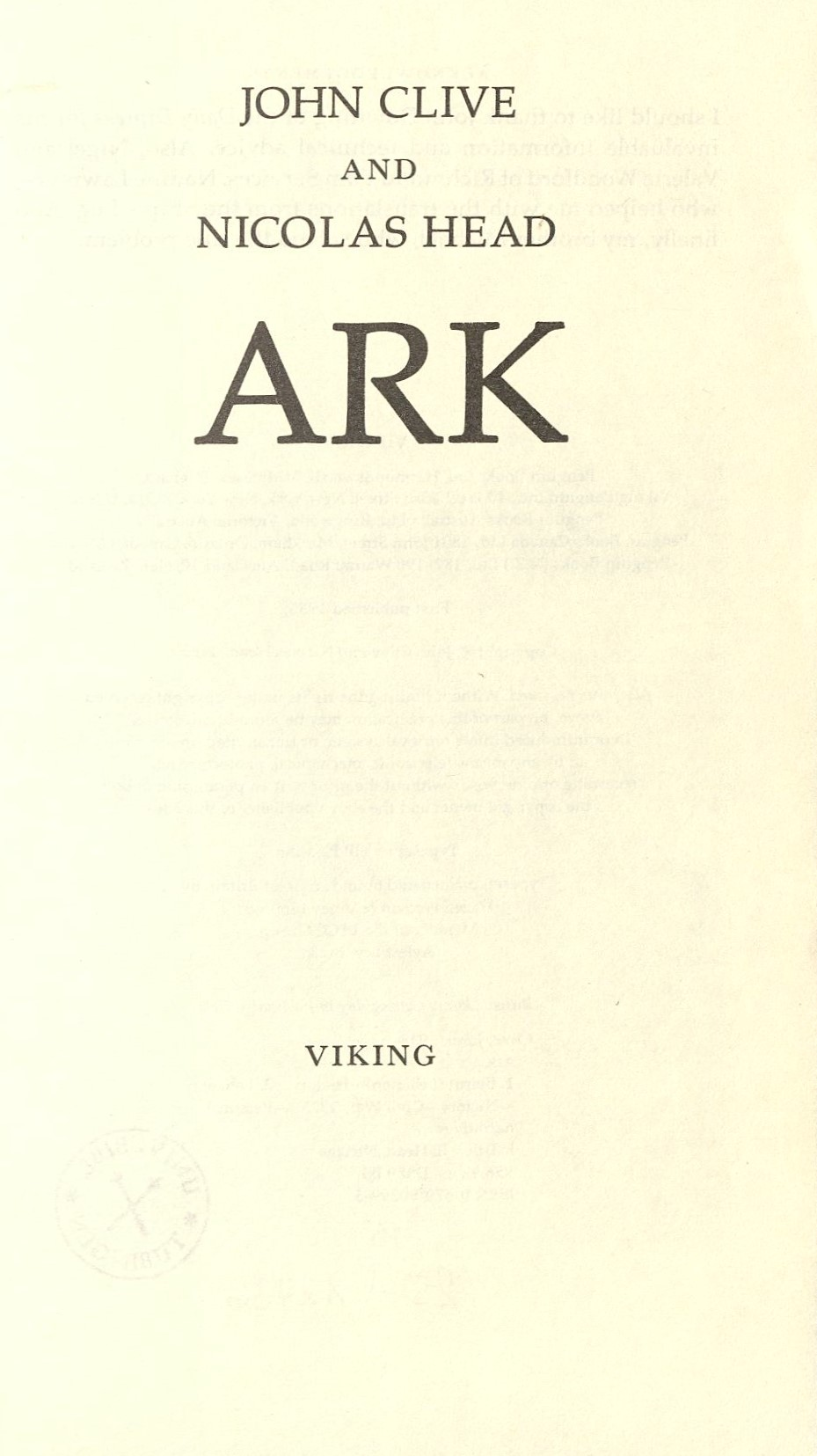
Ark (1985)

- Clive, John and Gilman J. D. Die Himmelhunde (Original: KG 200: The Force with no Face, 1977). ISBN 978-0-671-22890-3
- Clive, John. The Last Liberator, 1980. ISBN 0-600-20022-1
- Clive, John. Barossa, 1981. ISBN 0-440-00433-0
- Clive, John. Broken Wings, 1983. ISBN 978-0-586-05582-3
- Clive, John and Head, Nicholas. Ark, 1986. ISBN 978-0-14-007727-8
- Clive, John. The Lions Cage, 1988. ISBN 978-0-14-009289-9